# The Flesh Eaters
The Flesh Eaters is een Amerikaanse punkrockband, geformeerd in 1977 in Los Angeles, Californië. Ze zijn de meest prominente van de bands die de composities en zang van hun oprichter, punkdichter Chris Desjardins, beter bekend als Chris D., hebben laten horen. Hoewel Desjardins het enige vaste lid van de band is, bestaat de bezetting van de Flesh Eaters uit enkele van de meest bekende bands van het LA punkcircuit van Los Angeles, zoals The Plugz, X, The Blasters en Los Lobos.
Het grootste succes van de band was begin jaren 1980. Hoewel hun muziek deel uitmaakte van het productieve punkrockcircuit uit die tijd, onderscheidde hun muziek zich door de apocalyptische film noir-lyriek en vaak door de verfijnde arrangementen, zoals te horen was op A Minute to Pray, a Second to Die uit 1981. De band is onlangs opnieuw geformeerd met de klassieke bezetting uit 1981 van Chris Desjardins (Chris D.), Dave Alvin, John Doe, Bill Bateman, Steve Berlin en D.J. Bonebrake en kondigde het nieuwe album I Used To Be Pretty aan, dat op 18 januari 2019 werd uitgebracht bij Yep Roc Records. De band begon te toeren ter ondersteuning van de nieuwe plaat vanaf januari 2019. Billboard bracht de video in première voor de eerste single I Used To Be Pretty, een cover van Cinderella van The Sonics op 9 oktober 2018.

## Bezetting
Leden
- Chris D(esjardins)

Voormalige leden
- DJ Bonebrake
- Dave Alvin
- John Doe
- Steve Berlin
- Bill Bateman
- Texas Terri

- Wayne James
- Stan Ridgway
- Glenn Hays
- Ray Torres
- Juanita Myers
- Christian Free

- Stuart Lederer
- Bobby Bones
- Madonna M.
- Robert Arce
- Jeff Vengance
- Larry Schemel

## Geschiedenis
The Flesh Eaters werden in de herfst van 1977 geformeerd door punkdichter Chris Desjardins, een zanger die bekendstaat om zijn morbide lyrische thema's, als een experimenteel bijproject met tijdelijke artiesten van andere grote bands uit Los Angeles, waaronder John Curry , Dennis Walsh en Scott Lasken van de Flyboys, Tito Larriva van de Plugz, Stan Ridgway van Wall of Voodoo, John Doe en drummer DJ Bonebrake van X, Dave Alvin en Bill Bateman van de Blasters en Steve Berlin van de Blasters en van Los Lobos. Het geluid van de band was een samensmelting van punkrock, roadhouse blues, rockabilly en jazz.
Hun eerste optreden was op 21 december 1977 in het Masque in Los Angeles.
De eerste publicatie van The Flesh Eaters was de 7-inch ep Flesh Eaters (ook bekend als Disintegration Nation) uit 1978. Deze prestatie werd geproduceerd door Randy Stodola en Desjardins en uitgebracht door Upsetter Records. Drie leden van de Flyboys hebben meegeschreven aan dit eerste album. Het eerste volledige album No Questions Asked van de band werd in 1980 uitgebracht, ook bij Upsetter. De band legde ook gewicht in de schaal met drie nummers op de Upsetter-compilatie Tooth and Nail uit 1979, samen met de Germs, U.X.A., The Controllers, Negative Trend en Middle Class. Al dit vroege materiaal is opnieuw uitgegeven als bonusnummers, samen met hun debuut-ep en drie niet eerder uitgebrachte demo-opnamen op de geremasterde cd-publicatie No Questions Asked uit 2004 bij Atavistic Records.
Hun volgende, meest geprezen album A Minute to Pray, a Second to Die, bevatte een echte supergroep met muzikanten uit het circuit van Los Angeles, met zanger Chris Desjardins vergezeld door Dave Alvin (The Blasters) op gitaar, John Doe (X) basgitaar, Steve Berlin (Los Lobos) op saxofoon, met DJ Bonebrake (X) en Bill Bateman (The Blasters) die percussietaken deelden. Gevraagd naar zijn eigen connectie met de band in december 1983, herinnerde John Doe van X zich dat hij al heel lang een vriend van Desjardins was die in tijdelijke dienst was geroepen.
In het najaar van 1981 probeerde Desjardens de band permanent te formeren. Na een X-show op 2 september 1981 werd Desjardins door John Doe en Exene Cervenka aan gitarist Don Kirk voorgesteld. Kirk speelde het instrument al 16 jaar, maar had nog nooit deel uitgemaakt van een band. Andere leden werden snel toegevoegd, waaronder Robyn Jameson (bas) en Steve Berlin (saxofoons). Het vijfde lid van de band, drummer Chris Wahl, werd gevonden via een prikbordadvertentie in de platenwinkel Vinyl Fetish. Het oefenen begonnen in november 1981 met de eerste show die op 21 december van datzelfde jaar werd gespeeld. Deze permanente band bracht in 1982 het derde album Forever Came Today van The Flesh Eaters uit bij Ruby Records. Dit werd gevolgd door het album A Hard Road to Follow in 1983. Gedurende deze tijd hebben ze een nummer bijgedragen aan de soundtrack van Return of the Living Dead. The Flesh Eaters ontbonden uiteindelijk in 1983. Het album Destroyed by Fire met de grootste hits werd echter uitgebracht door SST Records in 1987 en het live-album Flesh Eaters Live werd uitgebracht bij Homestead Records in 1988.
Desjardins speelde tot 1988 met zijn nieuwe band Divine Horsemen. In 1989 nam Desjardins een lp op met de eenmalige band Stone By Stone. Kort daarna veranderden ze hun naam terug naar The Flesh Eaters. Ze bleven optreden aan de westkust en brachten in 1990 het tweede album Prehistoric Fits - Flesh Eaters Greatest Vol. 2 uit met hun grootste hits bij SST Records. De volgende drie jaar brachten The Flesh Eaters nog de drie albums Dragstrip Riot (1991), Sex Diary of Mr. Vampire (1992) en Cruicified Lovers in Woman Hell (1993) uit bij SST Records, die zijn geproduceerd door Chris D en bevatten de muzikanten Wayne James, Glenn Hays, Ray Torres, Texas Terri Laird, Juanita Myers, Christian Free, Stuart Lederer en Madonna M. Gedurende deze periode verschenen ze ook op de compilatie Gabba Gabba Hey: A Tribute to the Ramones uit 1991 bij Triple X Records.
The Flesh Eaters stopten met optredens in het voorjaar van 1993. Sindsdien heeft Desjardins met tussenpozen opgetreden met een verscheidenheid aan muzikanten onder deze naam. In 1999 bracht de band Ashes of Time uit bij Upsetter Records (geproduceerd door Chris D. en Robyn Jameson). Het meest recente Flesh Eaters-album Miss Muerte werd in 2004 uitgebracht bij Atavistic Records en geproduceerd door Chris D. Dit label heeft ook No Questions Asked en Hard Road to Follow opnieuw uitgebracht. In februari 2006 werd aangekondigd dat de originele Flesh Eaters verschillende liveshows zouden uitvoeren, waaronder drie shows in Californië en één in Engeland. In 2019 bracht The Flesh Eaters I Used to be Pretty uit. Tim Hinely van Dagger zegt dat dit album klinkt als een natuurlijke opvolger van A Minute To Pray, hoewel het bijna 40 jaar later werd opgenomen. 

## Discografie
- 1978: Flesh Eaters, Upsetter Records – 7-inch ep
- 1980: No Questions Asked, Upsetter Records – debuutalbum
- 1981: A Minute to Pray, a Second To Die, Ruby Records/Slash Records, Superior Viaduct (2014 reissue)
- 1982: Forever Came Today, Ruby Records/Slash Records Expanded Music, Italië; Superior Viaduct (2016 reissue)
- 1982: American Youth Report (compilatie), Enigma Records
- 1983: A Hard Road to Follow, Upsetter Records
- 1987: Destroyed by the Fire – The Flesh Eaters’ Greatest Hits, SST Records
- 1988: Flesh Eaters Live, Homestead Records
- 1990: Prehistoric Fits – Flesh Eaters Greatest Vol. 2, SST Records
- 1991: Dragstrip Riot, SST Records
- 1991: I don't wanna go down to the basement van Gabba Gabba Hey: A Tribute to the Ramones, Triple X records.
- 1992: Sex Diary of Mr. Vampire, SST Records
- 1993: Crucified Lovers in Woman Hell, SST Records
- 1999: Ashes of Time, Upsetter Records
- 2004: Miss Muerte, Atavistic Records
- 2019: I Used To Be Pretty, Yep Roc Records

## Videografie
- The Wedding Dice